# Justino Victoriano
Justino Victoriano, né le 19 février 1974 à Luanda, en Angola, est un joueur angolais de basket-ball, évoluant au poste d'ailier. Il est le frère des basketteurs Edmar et Ângelo Victoriano.